# Attilio Bagnolini (S 505)
L'Attilio Bagnolini (S 505) era un sottomarino italiano costruito negli anni sessanta e messo in disarmo negli anni novanta.

## Storia
A seguito delle clausole armistiziali, all'Italia fu impedito di possedere sommergibili/sottomarini nel secondo dopoguerra. Decadute le clausole la Marina Militare Italiana tornò a studiare un progetto di sommergibile, che sfociò nella classe Toti, impostata a Monfalcone nel 1965 presso la Italcantieri. Doveva essere una classe di un battelli con caratteristiche antisottomarino (sigla statunitense SSK - Submarine Hunter/Killer), inseriti appieno nel clima di guerra fredda a cui parteciparono per tutta la loro vita operativa. Della classe facevano parte il Toti, il Bagnolini, il Dandolo e il Mocenigo.
Il sottomarino Attilio Bagnolini, matricola 505, secondo a portare questo nome e secondo sommergibile della classe Toti, fu costruito dall'Italcantieri di Monfalcone. Impostato l'11 aprile 1965, varato il 26 agosto 1967, consegnato alla Marina Militare il 16 giugno 1968 posto in disarmo il 5 luglio 1991.

## Nome
Questo è il secondo sommergibile intitolato all'alpino Medaglia d'Oro al Valor Militare Attilio Bagnolini caduto in Africa Orientale nel 1936.
La prima unità fu un sommergibile della classe Liuzzi battezzato Alpino Bagnolini, impostato nel 1938 nei cantieri Tosi di Taranto e consegnato l'anno successivo alla Regia Marina. Il primo affondamento di un'unità nemica fu opera di questo battello, che silurò l'incrociatore britannico HMS Calypso dopo due soli giorni di guerra. L'Alpino Bagnolini operò successivamente dalla famosa base atlantica di Betasom effettuando diverse missioni. Nel 1943, ormai usurato dall'intensa attività, fu trasformato in sommergibile da trasporto pronto per essere inviato in estremo oriente quando, a causa dell'armistizio, fu internato dai tedeschi. Ridenominato U-IT 22, partì nel 1944 per le basi giapponesi ma fu affondato al largo del Sudafrica. Dell'equipaggio misto italo-tedesco non ci furono superstiti.
Pur riferendosi allo stesso eroe, il sommergibile della classe Toti portava invece il nome Attilio Bagnolini.
Il Bagnolini aveva quale distintivo ottico il 505, nonostante il capo classe Enrico Toti avesse il 506. Questo sembra sia dovuto ai ritardi di lavorazione sul primo della serie (il Toti), le cui difficoltà vennero poi ovviate sul secondo (il Bagnolini) consentendogli di entrare prima in servizio.

## Operatività
Nel corso della sua attività il Bagnolini ha accumulato 21 000 ore di moto percorrendo 115 000 miglia. L'equipaggio, composto da 26 fino ad un massimo di 30 persone, si divideva in due o tre squadre di guardia a seconda della durata della missione e della categoria (specializzazione) di appartenenza. In taluni casi prestavano servizio secondo lo schema 4+4, cioè 4 ore di guardia, 4 ore di riposo in una branda “calda” (alternata con un collega) in altri casi i turni rispettavano lo schema 4+8 (sempre con branda calda quindi, con due brande si dormiva in tre).
Il caratteristico bulbo a prora (detto "naso") conteneva l'impianto ecogoniometrico che costituiva il sistema attivo (meglio conosciuto col nome di sonar), mentre l'impianto idrofonico che costituiva il sistema passivo era contenuto nella porzione di perimetro anteriore basso, subito sotto i tubi lanciasiluri del battello e tutto ciò, con la netta prevalenza nell'uso del sistema passivo, creava l'impianto necessario ad individuare i bersagli.
La classe Toti è stata essenzialmente impiegata per addestramento e nelle esercitazioni per simulare attacchi a sommergibili sovietici o a gruppi navali del Patto di Varsavia, riscuotendo sempre lusinghieri risultati grazie alla sua silenziosità e manovrabilità.
Posto in disarmo nel 1991 e ormeggiato alla banchina di Punta Cugno della base di Augusta, il Bagnolini ha lasciato la Sicilia il 20 agosto 2021. Dimorato assieme alla MOC 1201 (Moto Officina Costiera A 5331), la nave cisterna porta acqua Brenta (A 5358) e al rimorchiatore Atlante (A 5317) a bordo della nave semisommergibile Yacht Express, della compagnia Dyt Yacht Transport (parte del gruppo Spliethoff) diretta ad Aliaga, in Turchia, dove sono giunte per la demolizione il 22 agosto successivo.